# Associação de Futebol da Libéria
A Associação de Futebol da Libéria (em inglês:  Liberia Football Association, LFA) é o órgão dirigente do futebol na Libéria, responsável pela organização dos campeonatos disputados no país, bem como da Seleção Liberiana. Foi fundada em 1936 e é afiliada à FIFA desde 1964 e à CAF desde o ano de 1962. Ela também é filiada à WAFU. Seu presidente atual é Musa Bility.

## Clubes

### Liga liberiana da primeira divisão (2015–2016)
- Barrack Young Controllers (BYC)
- ELWA United
- FC Fassell
- Holder FC
- Invincible Eleven (IE)
- Keitrace FC
- LISCR FC
- LPRC Oilers
- Mighty Dragons FC
- NPA Anchors
- Nimba United FC
- Watanga FC

### Segunda divisão (2015–2016)
- Aries FC
- BYC II
- Bendu FC
- Fair Play FC
- Gardnersville FC
- Jubilee FC
- Mighty Blue Angels
- Monrovia Club Breweries
- Mighty Barrolle
- New Hope FC
- Sidina FC
- Small Town FC